# Sorpresa

Emoticón representando sorpresa

Sorpresa es un breve estado mental y fisiológico de alteración emocional, una respuesta de sobresalto experimentada por animales y humanos como resultado de un evento inesperado. Es una de las seis emociones básicas identificadas por Paul Ekman y Wallace V. Friesen en su libro de 1975 Unmasking the Face (Desenmascarando el rostro). Puede tener cualquier valencia, es decir, puede ser neutral / moderado, agradable, desagradable, positivo o negativo. La sorpresa puede ocurrir en diferentes niveles de intensidad que van desde muy sorprendido, que puede inducir la respuesta de lucha o huida , o poca sorpresa que provoca una respuesta menos intensa a los estímulos.
Algunos especialistas no categorizan la sorpresa en sí misma como una emoción.

## Construcción

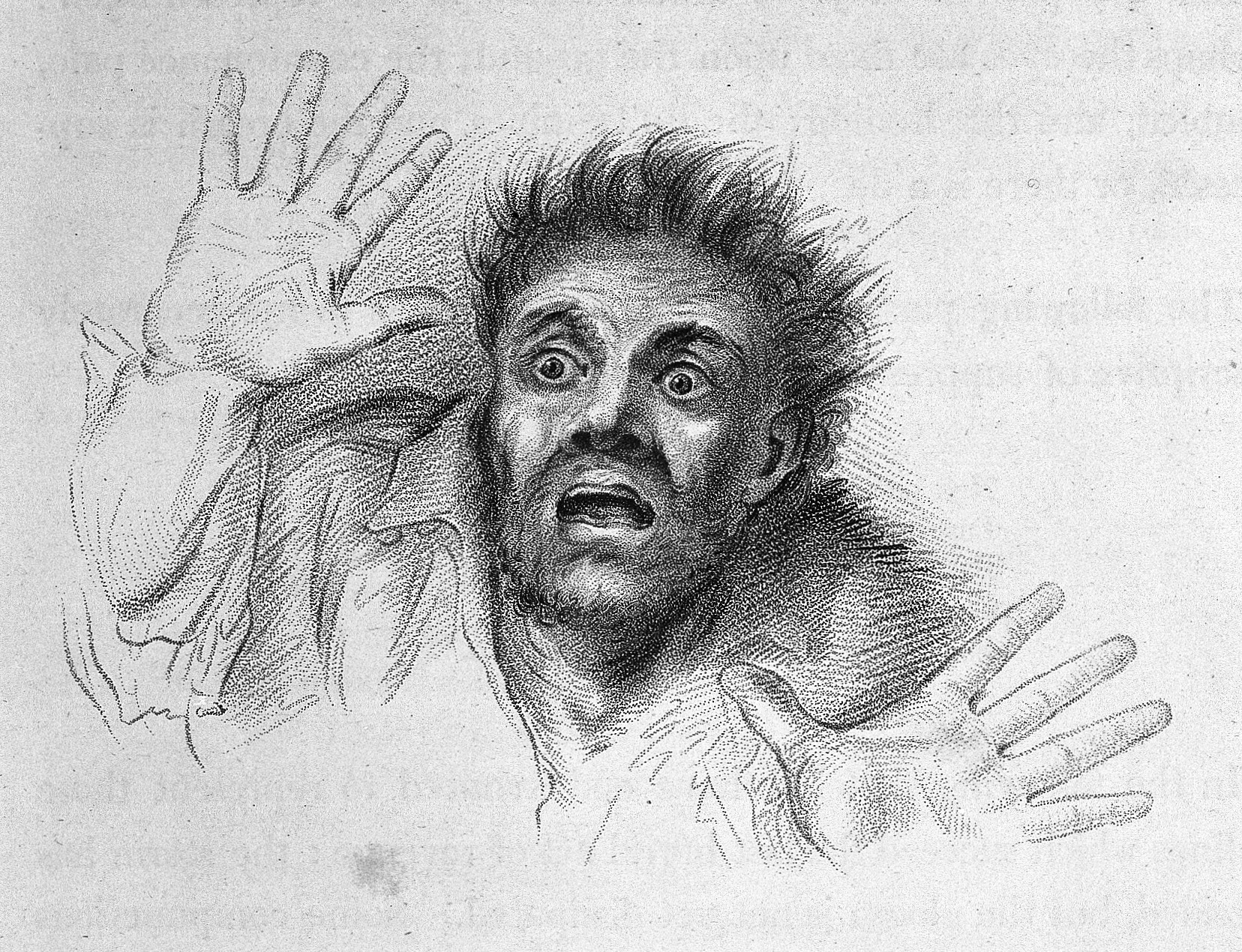
Expresiones faciales de asombro.

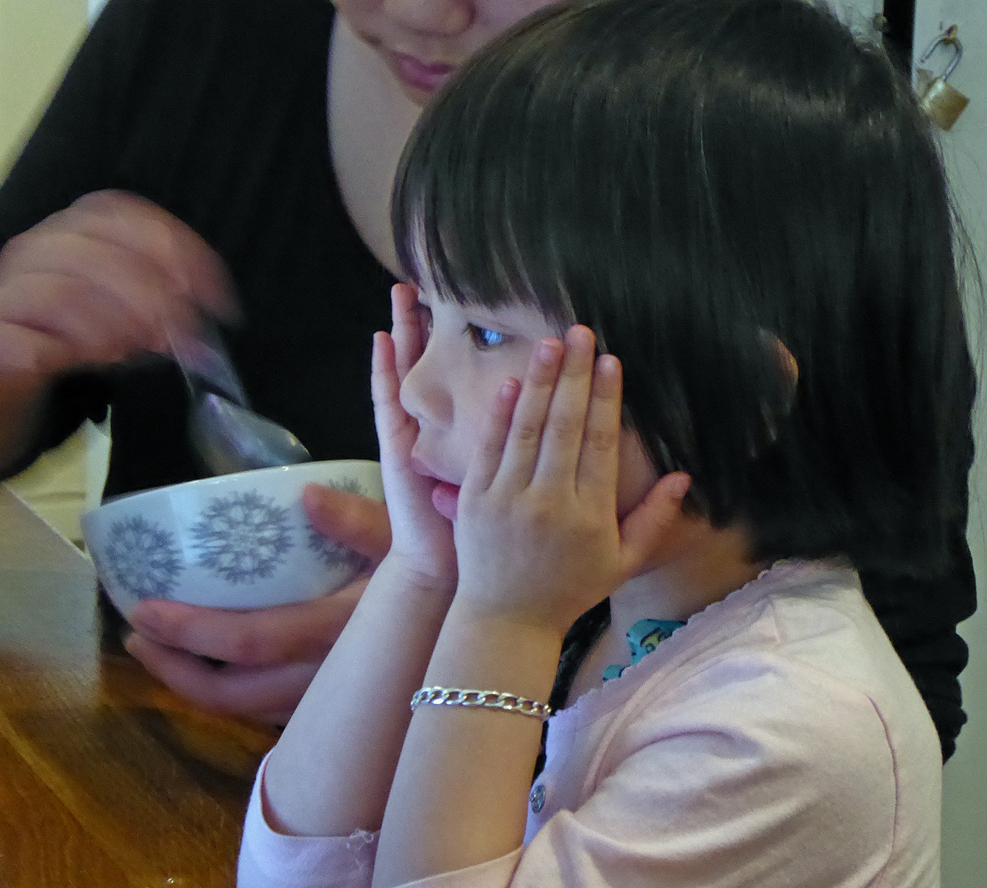
Un niño mira su iPad (no en la foto) con sorpresa.

La sorpresa está íntimamente relacionada con la idea de actuar de acuerdo con un conjunto de reglas. Cuando las reglas de la realidad que generan eventos de la vida diaria se separan de las expectativas de la regla empírica, el resultado es la sorpresa. La sorpresa representa la diferencia entre las expectativas y la realidad, la brecha entre nuestras suposiciones y expectativas sobre los eventos mundanos y la forma en que esos eventos realmente resultan. Esta brecha puede considerarse una base importante sobre la que se basan los nuevos hallazgos, ya que las sorpresas pueden hacer que las personas tomen conciencia de su propia ignorancia. El reconocimiento de la ignorancia, a su vez, puede significar una ventana a nuevos conocimientos.
La sorpresa también puede ocurrir debido a una violación de las expectativas. En el caso específico de la comunicación interpersonal, la Teoría de Violación de la Expectativa (TVE) dice que tres factores influyen en las expectativas de una persona: variables interactuantes, variables ambientales y variables relacionadas con la naturaleza de la interacción o variables ambientales.
Las variables interactivas involucran rasgos de las personas involucradas en la comunicación y en este caso la comunicación que lleva a la sorpresa, incluyendo: sexo, estatus socioeconómico, edad, raza y apariencia.
Las variables ambientales que afectan la comunicación de la sorpresa incluyen: proxémica , cromémica y la naturaleza del entorno de la interacción.
Las variables de interacción que influyen en la sorpresa incluyen: normas sociales, normas culturales, influencias fisiológicas, influencias biológicas y patrones de comportamiento individuales únicos.
La sorpresa puede ocurrir debido a una violación de uno, dos o una combinación de los tres factores.
La sorpresa no siempre tiene que tener valencia negativa. La TVE propone que las expectativas influirán en el resultado de la comunicación como una confirmación, comportamientos dentro del rango esperado, o violaciones, comportamientos fuera del rango esperado. La TVE también postula que las interacciones positivas aumentarán el nivel de atracción del infractor, mientras que las violaciones negativas disminuirán la atracción.  Las violaciones positivas causarían una sorpresa positiva, como una fiesta de cumpleaños sorpresa, y las violaciones negativas causarían una sorpresa negativa, como una multa de estacionamiento. Las violaciones positivas de la sorpresa pueden mejorar la credibilidad, el poder, la atracción y la persuasión, mientras que las violaciones negativas de la sorpresa pueden reducir la credibilidad, el poder, la atracción y la persuasión.

## Respuestas no verbales

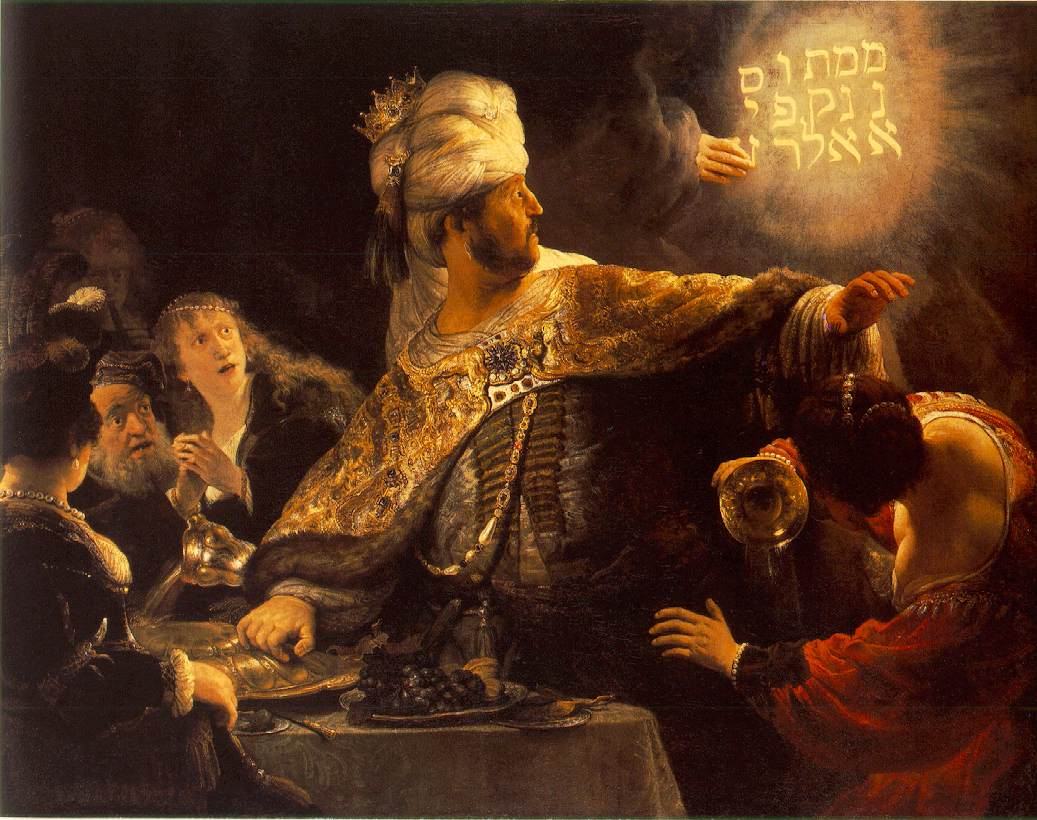
La Fiesta de Baltasar, de Rembrandt. Representación del pasaje bíblico en

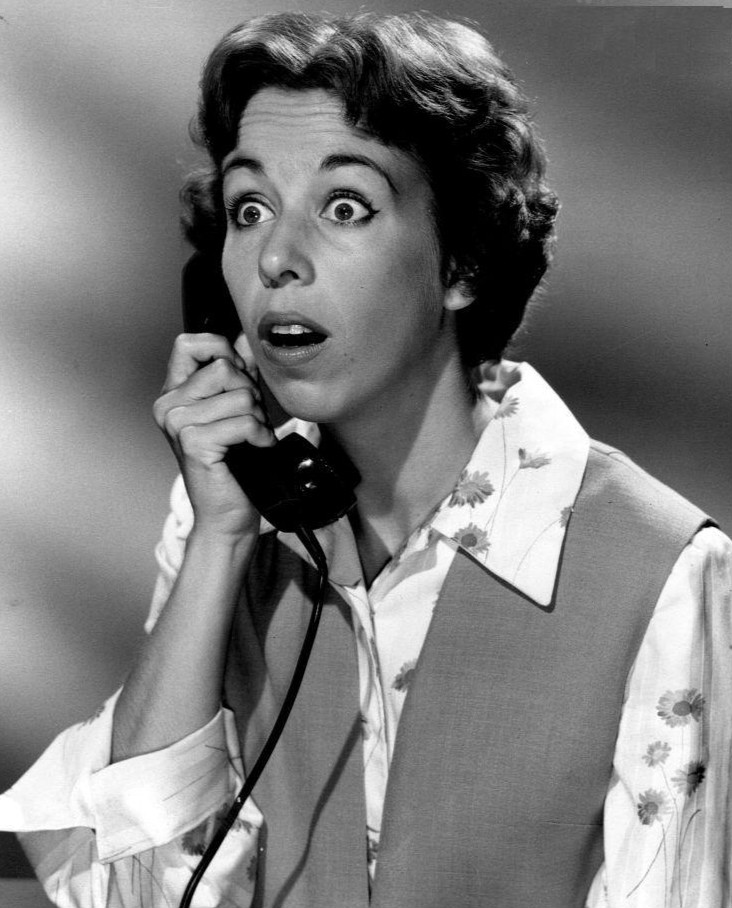
La comediante Carol Burnett parece sorprendida..

La sorpresa se expresa en el rostro por las siguientes características:
- Cejas que se levantan para que se vuelvan curvas y altas.
- Arrugas horizontales en la frente.
- Párpados abiertos: el párpado superior está levantado y el párpado inferior hacia abajo, a menudo exponiendo la esclerótica blanca por encima y por debajo del iris.
- Midriasis por dilatación de la pupila[7] o miosis por constricción de la pupila
- Mandíbula caída mostrando labios y dientes separados, sin tensión alrededor de la boca.

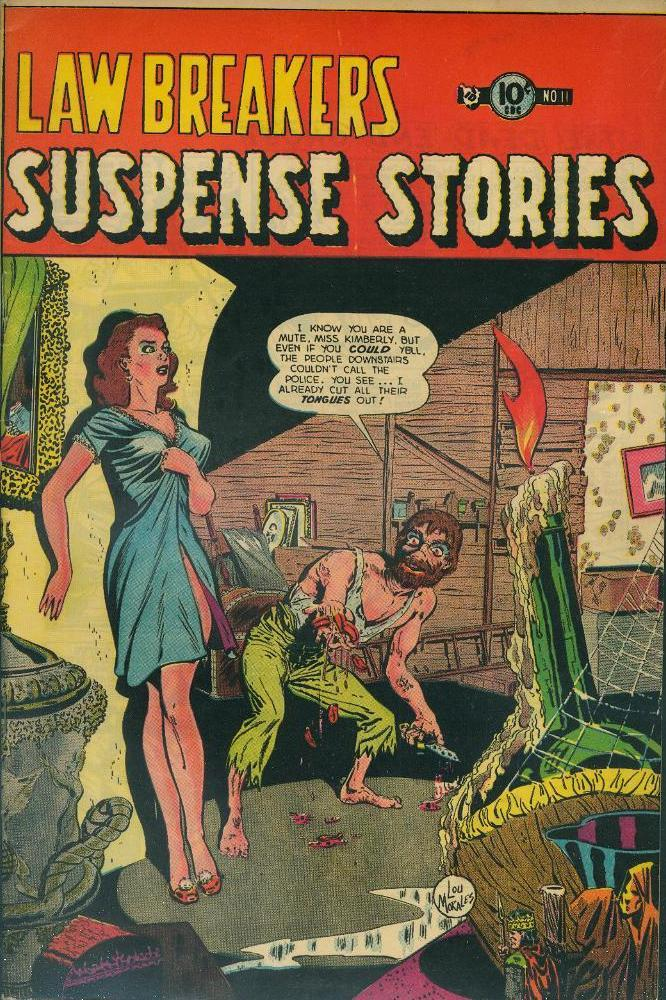
Tapa de ejemplar de Lawbreakers, publicación de Charlton Comics;
en especial obsérvese la expresión de la mujer en esta imagen.

La sorpresa espontánea o involuntaria a menudo se expresa solo durante una fracción de segundo. Puede ser seguida inmediatamente por la emoción de miedo, alegría o confusión. La intensidad de la sorpresa está asociada con cuánto cae la mandíbula, sin embargo algunas personas no abren la boca en absoluto en algunos casos. Por ejemplo, la frase: "Eileen dice que puedes bailar", seguida de la respuesta: "Sorpresa", apela a la espontaneidad de gestos que este estado de ánimo genera en las personas al presentarse ante una situación hilarante. La elevación de las cejas, al menos momentáneamente, es el más distintivo y previsible signo de la sorpresa.
A pesar de la hipótesis de la retroalimentación facial (que la exhibición facial es necesaria en la experiencia de la emoción o un determinante importante de los sentimientos), en el caso de la sorpresa, algunas investigaciones han demostrado una fuerte falta de conexión entre la exhibición facial de sorpresa y la experiencia real de sorpresa. Esto sugiere que existen variaciones en la expresión de sorpresa. Se ha sugerido que sorpresa es un término envolvente tanto para la respuesta de sobresalto como para la incredulidad. Investigaciones más recientes muestran que levantar las cejas proporciona retroalimentación facial a la incredulidad, pero no al sobresalto.
La dilatación y constricción de la pupila puede determinar la valencia de sorpresa de la acción a la reacción del individuo. La valencia positiva para sorprender se muestra a través de una dilatación o expansión de la pupila, mientras que la valencia negativa en la sorpresa se asocia con la constricción de la pupila. Pero, estudios más recientes muestran dilatación de la pupila tanto para estímulos negativos como positivos, lo que indica una excitación autónoma general asociada con la dilatación de la pupila y no con valencia afectiva.
Las respuestas no verbales a la sorpresa también pueden verse afectadas por la inflexión de la voz, la distancia, el tiempo, el entorno, el volumen, la velocidad, la calidad, el tono, el estilo de habla e incluso el nivel de contacto visual de una persona que intenta causar una sorpresa. Estas señales no verbales ayudan a definir si la sorpresa percibida tendrá una valencia positiva o negativa y en qué grado la sorpresa será inducida por el individuo.

## Respuestas verbales
La lingüística puede desempeñar un papel en la formulación de la sorpresa. La teoría de la expectativa del lenguaje (TEL) establece que las personas desarrollan normas y expectativas con respecto al uso apropiado de un idioma en una situación dada. Cuando se violan las normas o expectativas del lenguaje verbal, puede ocurrir sorpresa. El modelo TVE apoya que las expectativas se pueden violar verbalmente y esta violación puede causar una sorpresa dentro del individuo. Las expectativas de lenguaje verbal que pueden llevar a la sorpresa pueden incluir, pero no se limitan a, improperios, gritos y jadeos.
Las expectativas antes mencionadas del lenguaje verbal están más estrechamente asociadas con las expectativas negativas de sorpresa, pero la sorpresa positiva también puede ocurrir a partir de la interacción verbal. Una violación positiva de las expectativas que podría resultar en una sorpresa positiva puede incluir una fuente de baja credibilidad que hace un argumento persuasivo que conduce al cambio de creencias o emociones, mejorando así la credibilidad del hablante. El paso de una fuente de baja credibilidad a una de alta credibilidad puede provocar una sorpresa positiva entre las personas. El acto de ser persuadido por dicho hablante también puede provocar una sorpresa positiva, ya que un individuo puede haber percibido que el hablante tiene una credibilidad demasiado baja como para provocar un cambio y el cambio de creencias o emoción entonces causa sorpresa.

## Respuestas fisiológicas

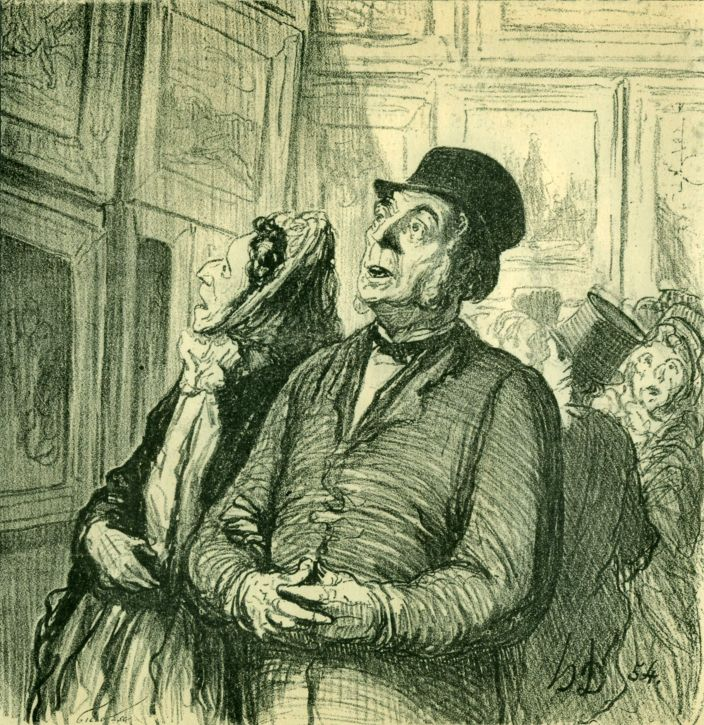
Domingo en el Museo, Honoré Daumier

La respuesta fisiológica de sorpresa cae dentro de la categoría de respuesta de sobresalto. La función principal de la sorpresa o la respuesta de sobresalto es interrumpir una acción en curso y reorientar la atención hacia un evento nuevo, posiblemente significativo. Hay un redireccionamiento automático del enfoque a los nuevos estímulos y, por un breve momento, esto provoca tensión en los músculos, especialmente en los músculos del cuello. Los estudios muestran que esta respuesta ocurre extremadamente rápido, con información (en este caso un ruido fuerte) que llega a la protuberancia dentro de 3 a 8 ms y el reflejo de sobresalto completo ocurre en menos de dos décimas de segundo.
Si la respuesta de sobresalto se provoca fuertemente a través de la sorpresa, provocará la respuesta de lucha o huida , que es un evento, ataque o amenaza dañino percibido para la supervivencia que provoca una liberación de adrenalina para un impulso de energía como un medio para escapar o luchar. Esta respuesta generalmente tiene una valencia negativa en términos de sorpresa.
La sorpresa tiene una evaluación central: evaluar algo como nuevo e inesperado, pero las nuevas evaluaciones pueden cambiar la experiencia de la sorpresa a otra. Valorar un evento como nuevo predice sorpresa, pero la valoración del mecanismo de afrontamiento predice la respuesta más allá de la sorpresa, como confusión o interés.

## Familiaridad
A medida que las personas se acostumbran a determinados tipos de sorpresa, con el tiempo el nivel de sorpresa disminuirá en intensidad. Esto no significa necesariamente que un individuo, por ejemplo, no se sorprenderá durante la escena de salto de una película de miedo, implica que el individuo puede esperar la escena de salto debido a su familiaridad con las películas de miedo, reduciendo así el nivel de sorpresa. El modelo TVE ayuda a respaldar esta afirmación porque a medida que las personas se acostumbran más a una situación o comunicación, es cada vez menos probable que la situación o la comunicación provoque una violación de la expectativa, y sin violar una expectativa, la sorpresa no puede ocurrir.

## Internet
En Internet, y especialmente en los chats, se suele representar esta emoción con el emoticón :O.

## La sorpresa en las artes
La sorpresa es un elemento narrativo que se utiliza habitualmente en el teatro, la novela, el cine, etc., para dar un giro a una situación, con el fin de despertar el interés del espectador o aliviar la tensión narrativa. Una sorpresa que cambia radicalmente la situación se llama a veces un golpe de teatro.

### En la pintura
Numerosas obras de varios pintores de todas las épocas y muchos movimientos pictóricos representan el asombro o la sorpresa. Un cuadro de Rembrandt (siglo XVII), es uno de los más famosos. Llamado El festín de Baltasar' es una de las representaciones más famosas de la sorpresa.
John Collier, pintor británico prerrafaelista, considerado uno de los grandes retratistas de su generación, firmó muchas obras que representan el estado de sorpresa con figuras congeladas por la emoción, como el cuadro Fuego en el que una joven se sorprende por el incendio de su casa dentro de su propia habitación o el cuadro La sentencia de muerte en el que un enfermo mira al espectador, completamente conmocionado, ya que el médico le acaba de comunicar el diagnóstico fatal de su paciente.
Sin embargo, la representación de la sorpresa puede ser más ligera, incluso cómica, como en el cuadro de Louis Béroud titulado "La inundación", que representa al pintor copiando el cuadro de Rubens titulado "El desembarco de María de Médicis" cuando éste cobra vida y sus aguas comienzan a inundar la galería del Museo del Louvre.

Quelques vues sur des tableaux représentant l'étonnement et la surprise
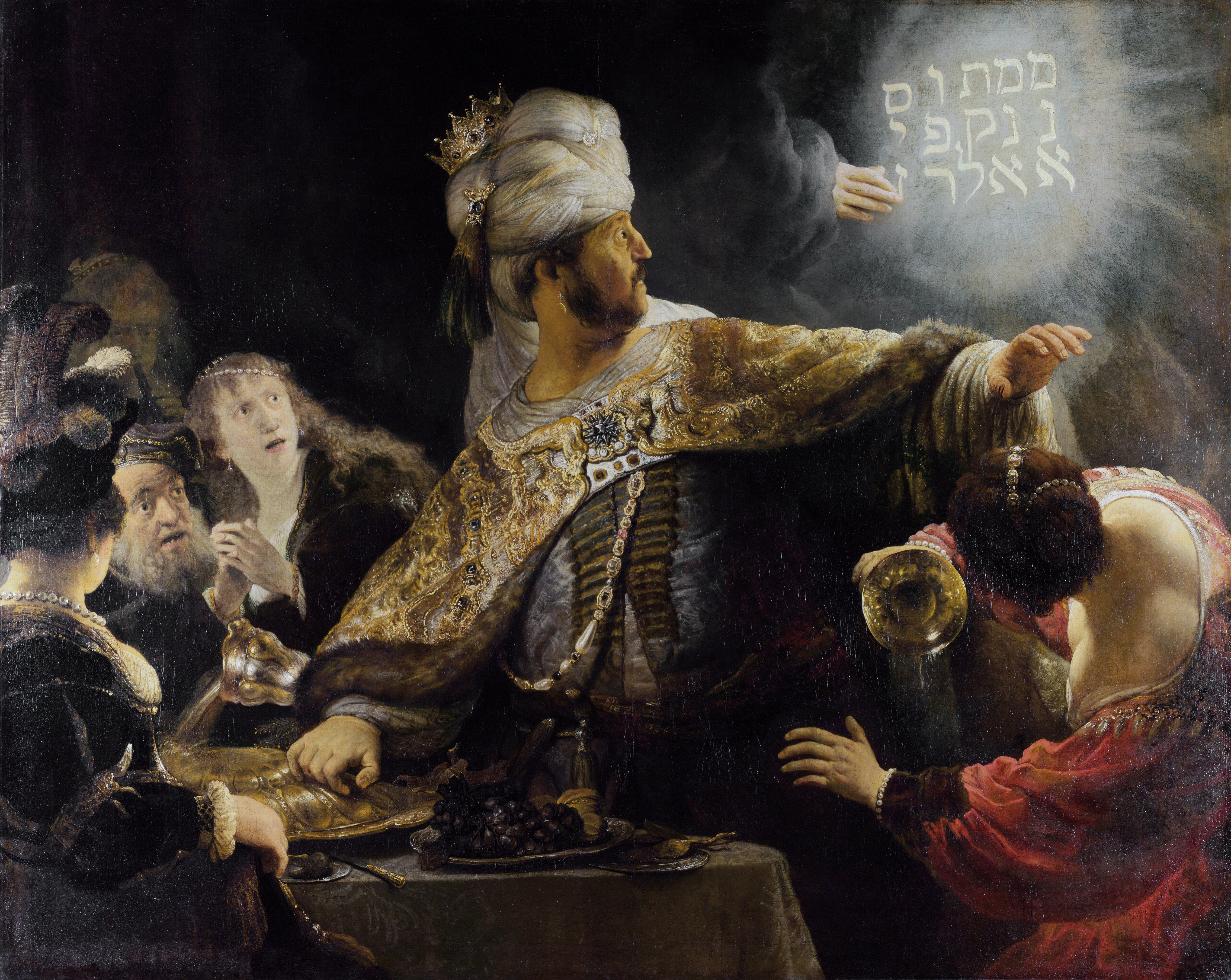
El festín de Baltasar de Rembrandt
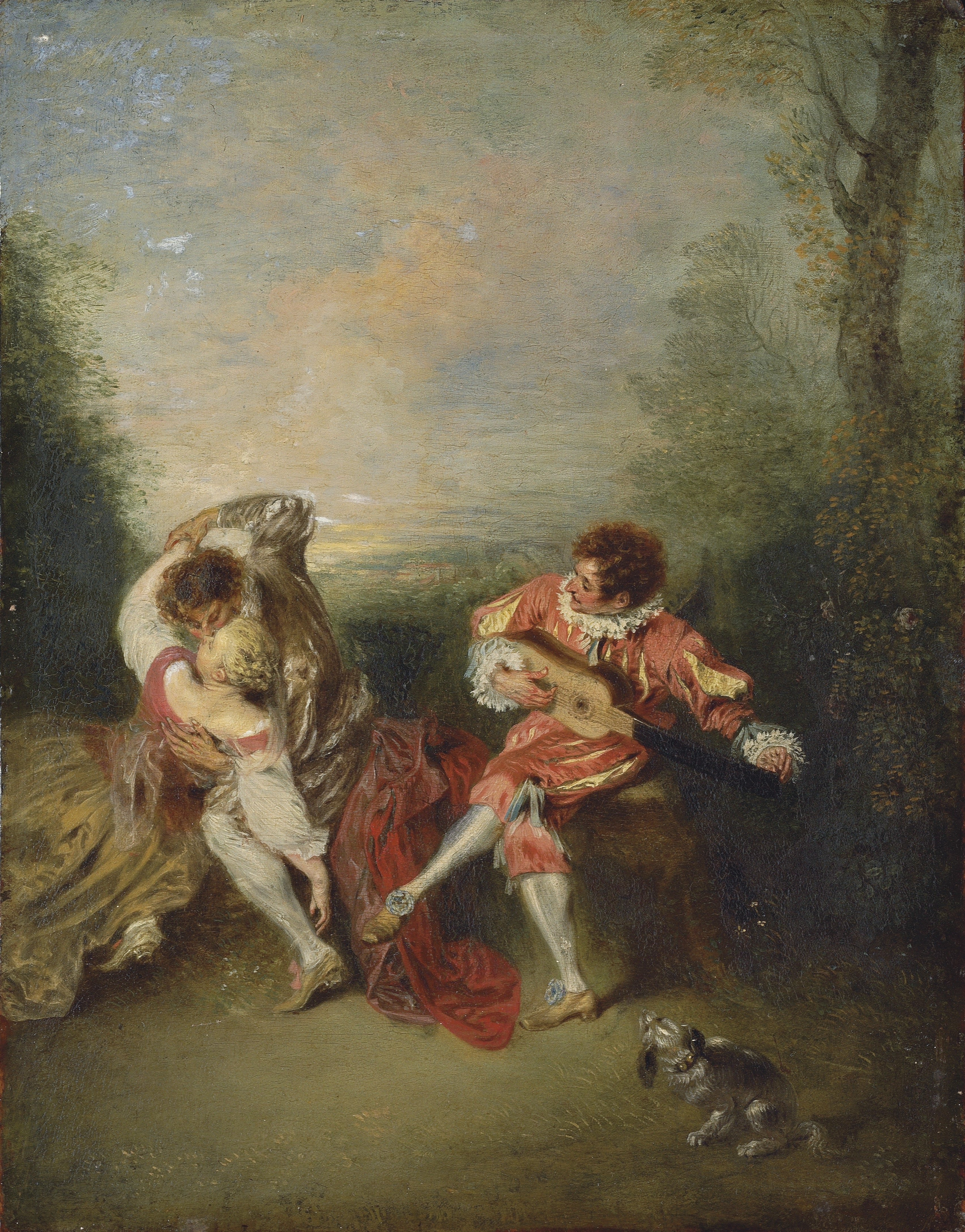
La sorpresa, de Antoine Watteau
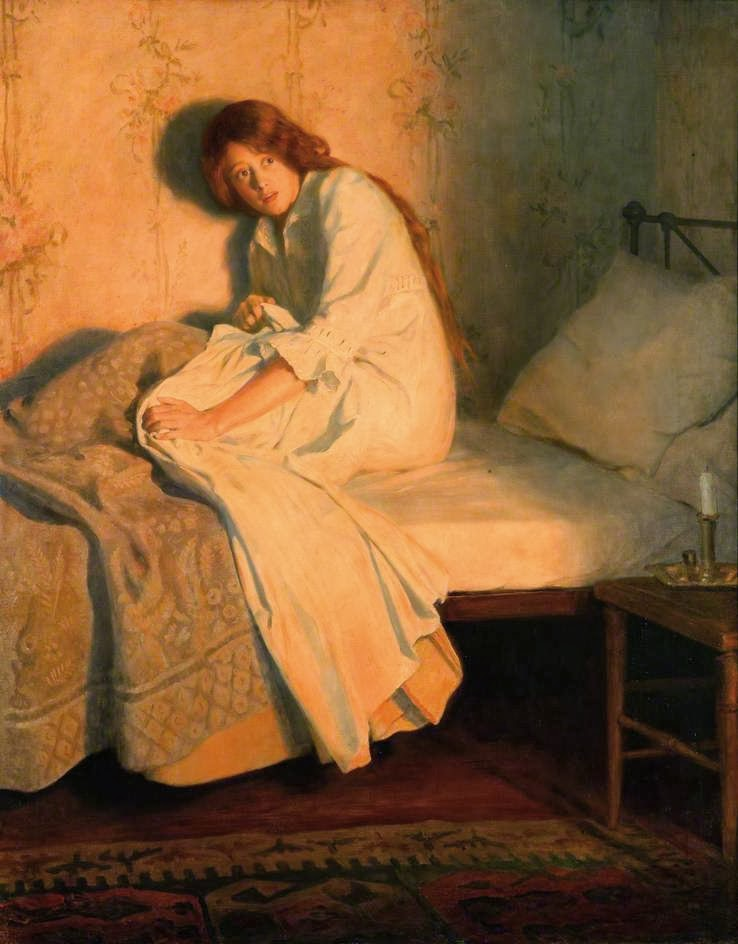
Fuego de John Collier
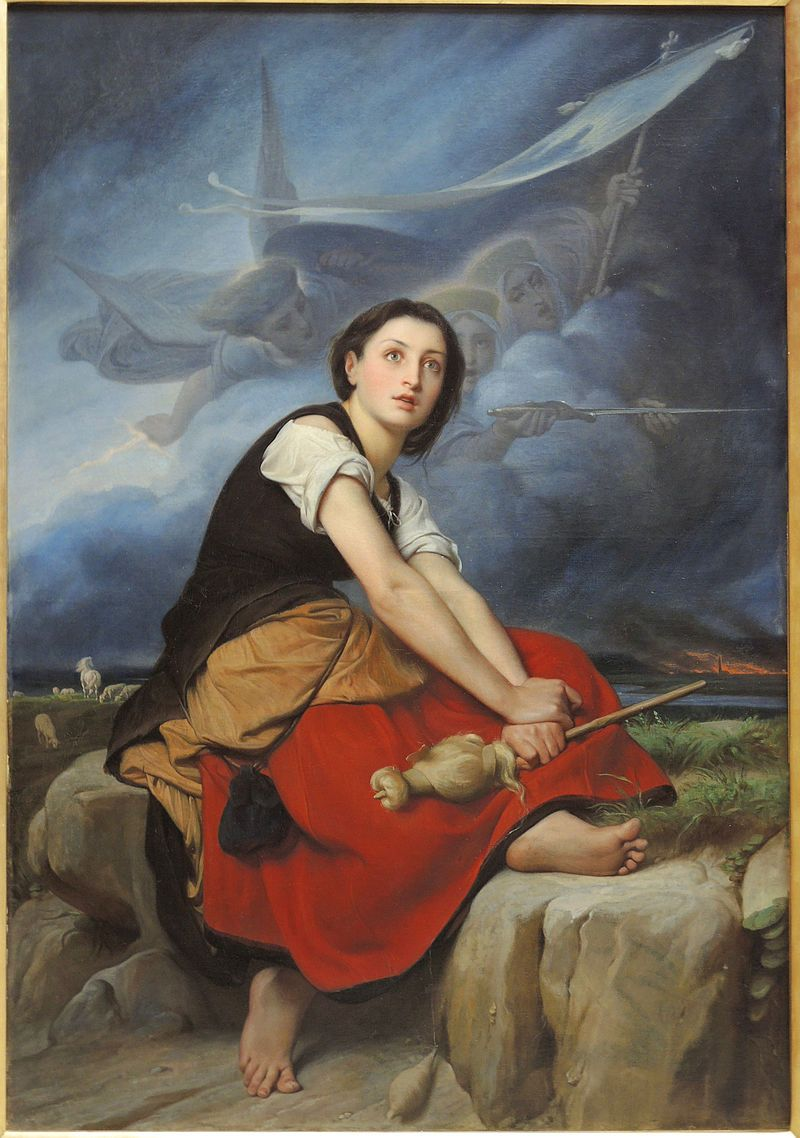
Juana de Arco escuchando la voz de Bénouville
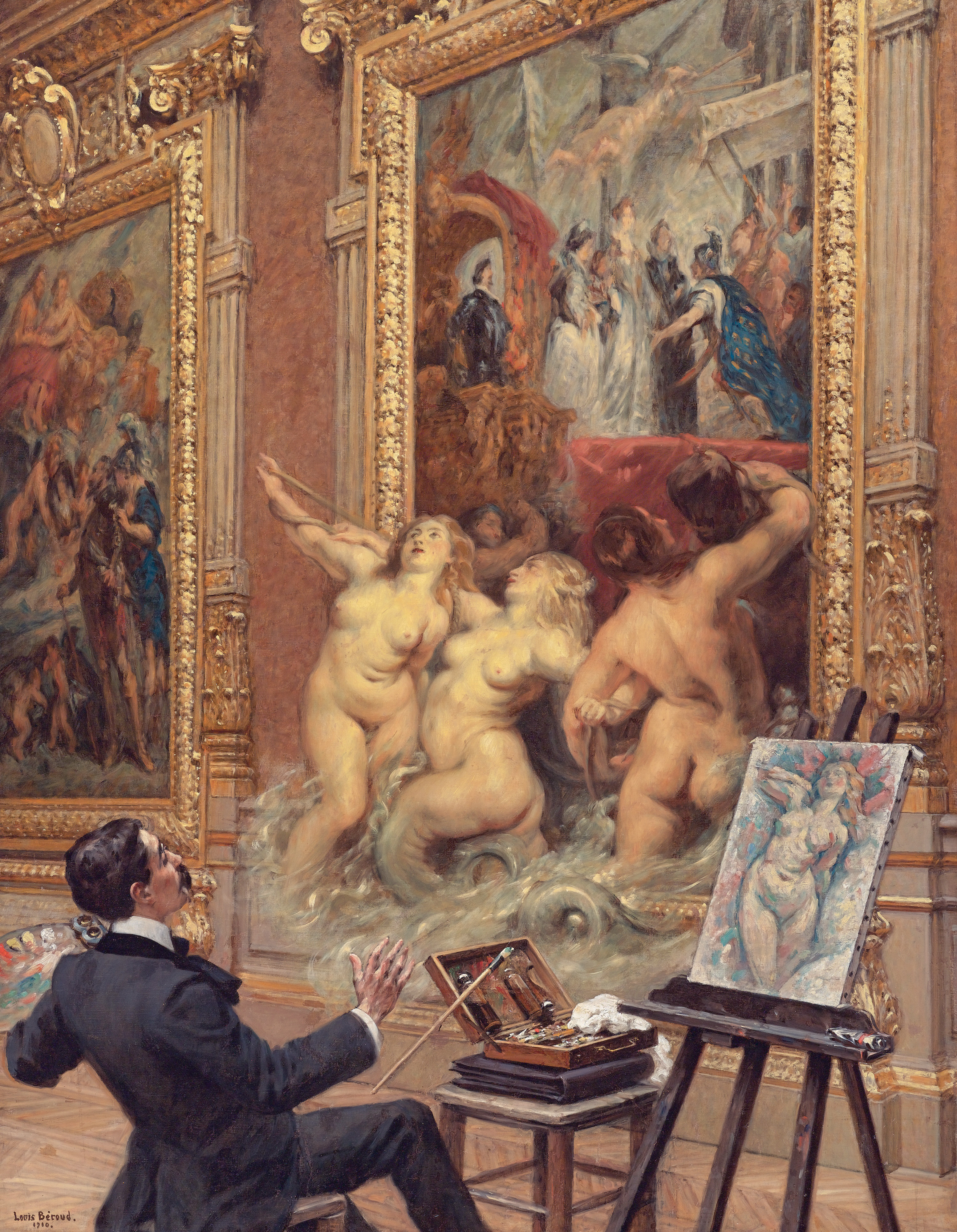
La inundación, de Louis Béroud
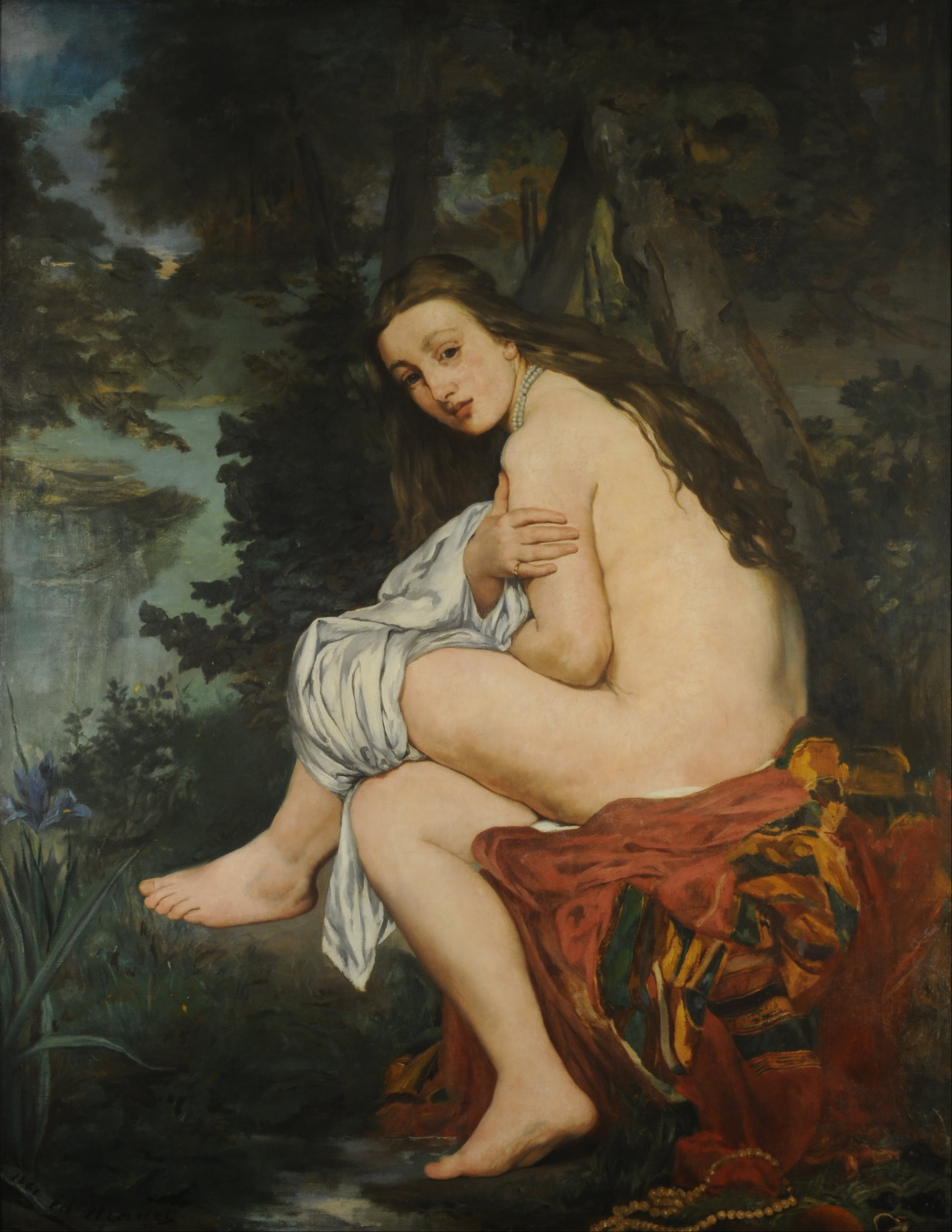
La Ninfa sorprendida, de Édouard Manet